# Buenaventura Durruti
José Buenaventura Durruti Dumange   (León, 14 de julho de 1896 – Madri, 20 de novembro de 1936 ) foi um sindicalista e revolucionário anarquista espanhol,  figura de destaque do movimento libertário da Espanha e de sua organização sindical CNT, tanto antes como no início da Guerra civil espanhola, na qual participou ao lado dos republicanos e à frente de uma milícia popular, conhecida como Coluna Durruti.
Operário, desde jovem se destacou na luta social como militante anarco-sindicalista da Confederación Nacional del Trabajo (CNT). Demitido durante as greves de 1917, emigrou para França onde permaneceu até 1919. De volta a Espanha na região do País Basco, junto com outros ativistas formou o grupo Los Justicieros com a finalidade de combater o pistoleirismo patronal.
Em 1922 em Barcelona, também como resposta à repressão e ao pistoleirismo patronal, forma em conjunto com Francisco Ascaso, Ricardo Sanz, Joan García Oliver e outros companheiros, aquele que viria a ser um dos mais famosos grupos de ação direta do anarquismo espanhol: Los Solidarios
Tomou parte no levante de 19 de julho de 1936, ocasião em que a CNT-FAI e outras organizações revolucionárias saíram à rua para desmantelar os setores golpistas que deram início à Guerra Civil Espanhola, tendo Durruti combatido nas barricadas de Barcelona e, à frente de um grupo de trabalhadores, assaltado o quartel Atarazanas. Assumiu um papel de destaque nessa revolução, tanto como combatente como enquanto orador.
Foi morto com um tiro no dia 20 de novembro de 1936, em circunstâncias nunca totalmente esclarecidas, quando se dirigia para a frente de batalha.

## Biografia

### Primeiros anos
Buenaventura Durruti nasceu em León, no dia 14 de julho de 1896. Foi o segundo dos oito filhos do casamento entre Santiago Durruti, um trabalhador ferroviário, e Anastasia Dumange. Santa Ana, o bairro onde viveu desde pequeno, era um lugar modesto, de casas pequenas e velhas habitadas pelos trabalhadores da cidade. Até os oito anos de idade, vai à escola localizada na rua da Misericordia, ganhando fama de menino travesso, de nobres sentimentos e carinhoso.  Devido à greve de curtidores de León, em 1903, que se prolongou por nove meses, a família de Buenaventura Durruti viu-se economicamente muito abalada e por este motivo Durruti passou a frequentar a modesta escola de Ricardo Fanjul. Aos quatorze anos, abandona os estudos e se torna mecânico sob a tutela de Melchor Martínez, um socialista que tinha em León certa fama de revolucionário. Durante dois anos, Melchor Martínez o ensina tudo que sabe sobre mecânica e socialismo; quando não tem mais que aprender, Durruti se muda para a oficina de Antonio Mijé e se especializa na montagem de lavadoras mecânicas para lavar os minerais extraídos das minas.
Em 1912, sendo mecânico, filia-se por influência de seu pai e de Melchor Martínez na União de Metalúrgicos, associação componente da Unión General de Trabajadores, mas rapidamente deixa de sentir-se atraído pelo que considerava ser um socialismo moderado. Logo abandona o trabalho de mecânico para trabalhar exclusivamente como montador de lavadoras de carvão na cidade de Matallana; durante a instalação de uma das lavadoras, envolve-se num conflito em solidariedade com os trabalhadores que pediam a destituição de um dos engenheiros daquela empresa. O engenheiro é despedido e Durruti, ao retornar para León, percebe que a Guardia Civil passara a vigiá-lo.
Participou na greve geral revolucionária de 1917, como militante da UGT, da qual seria expulso por defender posições revolucionárias. Mudou-se em 1920 para Barcelona, onde se filiou a CNT. Em 1922, junto com Joan García Oliver, Francisco Ascaso e Ricardo Sanz, formou o grupo "Los Solidarios", com o qual levaria a cabo um assalto ao Banco da Espanha de Gijón em 1923. O grupo foi também acusado de assassinar o cardeal Juan Soldevila y Romero, que era um dos principais financiadores dos comandos de pistoleiros brancos em Aragão, aos quais se atribuiu o assassinato de vários militantes operários destacados.
Teve que fugir com Ascaso, primeiro para a França, em 1923, e depois, em 1924, para a América Latina. Inicialmente foi para Cuba, depois para o México e para a Argentina. Esteve também no Chile, lugar onde, com outros companheiros anarquistas, realizou seu primeiro assalto fora da Europa. Tal ação foi parte de uma campanha para juntar recursos para libertar companheiros que se encontravam em algumas cadeias da Espanha. Continuou logo seu passo por outros países latino-americanos e europeus. No Uruguai, seguiu envolvido em ações revolucionárias junto a grupos que executavam agentes da repressão, assaltavam bancos e, com esse dinheiro, financiavam sindicatos e meios de propaganda anarquistas. Em Montevidéu, esses grupos organizaram uma fuga coletiva da prisão de Punta Carretas, que ficou famosa.

### O Sequestro de Afonso XIII, prisões e deportações
De volta a França em 1925, junto com Francisco Ascaso e Gregorio Jover planejou o rapto do rei Afonso XIII, que na ocasião estava em visita a Paris. Mas a ação não chegou a se concretizar e os três acabaram presos.
Em diversas partes da Europa foi organizada uma grande campanha de solidariedade em favor dos três anarquistas, contando com o apoio de diversos setores progressistas e intelectuais, entre estes Louis Lecoin. A campanha tem êxito e os três anarquistas são finalmente libertados em 1927.
Depois de sair da prisão, Durruti se encontra com o anarquista ucraniano Nestor Makhno, exilado há época em Paris. Pouco tempo depois, é expulso da França para a Bélgica, de onde é novamente expulso para a França, sem encontrar país de exílio. A União Soviética o oferece asilo político, mas com a condição de reconhecimento do Estado soviético e a garantia de se abster de qualquer atividade no país. Durruti e Ascaso decidem não aceitar as condições, partindo para a Alemanha, de onde voltam à Bélgica em 1929.
Em 1931, retorna a Espanha, integrando-se no setor faísta (membro da FAI) da CNT — beligerante com a II República — e tomou parte nas insurreições de Figols em 1932 e 1933. Como consequência destas, foi deportado pelo governo republicano como preso preventivo junto a outros anarco-sindicalistas na Guiné Equatorial e Canárias, no barco mercante Buenos Aires.
Durante todo o período republicano participou ativamente em greves, motins e conferências por todo o território nacional, passando numerosas vezes pela prisão.

### Participação na Guerra Civil Espanhola
A crise social na Espanha provocou em 1931 a queda da monarquia e uma amnistia política, podendo finalmente, Durruti e Ascaso, regressar para retomarem sua militância anarquista no país. A partir daí Durruti desenvolveu uma intensa militância na CNT e na Federação Anarquista Ibérica - FAI, onde o grupo Los Solidarios estava federado, com o novo nome de Nosotros. Durruti tornou-se, então, um dos oradores mais famosos dos comícios anarco-sindicalistas nos anos que precederam a Revolução. Preso novamente em 1935 veio a ser libertado em 1936 em plena campanha eleitoral que daria a vitória à Frente Popular. A CNT reuniu seu 4° Congresso na cidade de Saragoça, em maio de 1936, vivendo-se uma situação pré-insurreccional, com os fascistas preparando já o golpe de estado. Durruti foi um dos articuladores do plano que visava responder a essa situação e permitir o contra-ataque do movimento operário desencadeando a Revolução Social.
Em 19 de julho de 1936, iniciou-se a Guerra Civil Espanhola e a CNT-FAI saiu para a rua para desarmar os sectores golpistas, tendo Durruti combatido nas barricadas de Barcelona e, à frente de um grupo de trabalhadores, assaltado o quartel Atarazanas. No dia seguinte, nos combates de rua, morreu Francisco Ascaso (1901-1936) companheiro de muitos anos de Durruti. A Revolução Espanhola, pela qual tanto tinha lutado, estava nas ruas, nas fábricas e colectividades autogestionárias, mas com ela a guerra civil e, paralelamente, as lutas internas no campo republicano.
À frente de uma coluna de milicianos que ficaria conhecida por Coluna Durruti, lutou em Aragão, onde estimulou a coletivização das terras. Entretanto, em 8 de Novembro, inicia-se a ofensiva Franquista contra Madri, que ameaça tomar a cidade e encerrar a guerra civil com a derrota da Espanha republicana. Durruti parte então com seus milicianos para impedir a queda de Madri, ao mesmo tempo que o governo republicano se retira da capital.

### Morte

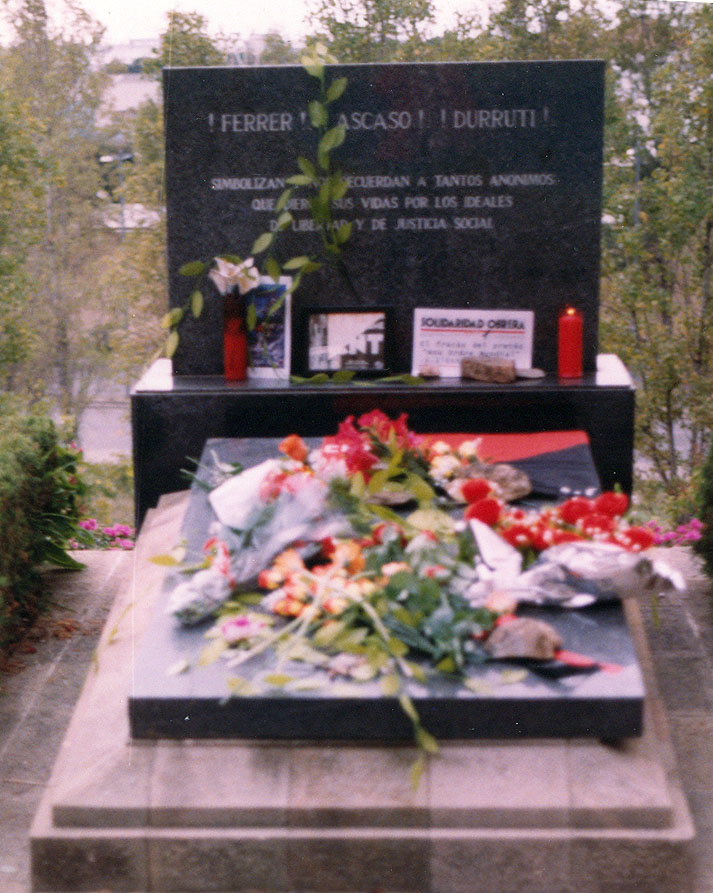
Lápide de Buenaventura Durruti no Cemitério de Montjuic (Barcelona)

Em circunstâncias nunca totalmente esclarecidas, Durruti é morto com um tiro em 20 de novembro de 1936, ao se dirigir ao front de batalha. É improvável que uma bala inimiga tenha sido disparada do Hospital Clínico, ao lado do qual ele passava, pois era uma bala de curto alcance. Alguns acreditaram que seus rivais comunistas o mataram; outros que foram os próprios anarquistas, preocupados com supostas simpatias aos bolcheviques ou até por discordarem de sua severa disciplina. Há ainda uma versão que diz que teria sido um acidente: a trava de segurança do naranjero (submetralhadora leve) de um companheiro teria ficado presa na porta do carro, ocasionando o disparo de uma bala em seu peito.
Sua coluna, entretanto, ajudou a travar o avanço dos Nacionalistas na batalha da Cidade Universitária, uma das mais encarniçadas de toda a guerra. Buenaventura Durruti, um dos mais conhecidos revolucionários anarquistas do século XX, quando da sua morte, deixou como bens uma mala velha com roupa pessoal e uma caderneta com uma dívida de 100 pesetas para com a CNT.
O corpo de Durruti foi transportado pela Espanha até Barcelona para seu funeral. Mais de 250 mil pessoas saíram à rua para acompanhar o cortejo fúnebre durante a rota até ao cemitério de Montjuïc. Esta foi a última demonstração pública anarquista de grande amplitude durante a sangrenta Guerra Civil Espanhola.

## Citações
"Levamos um mundo novo em nossos corações: esse mundo está crescendo neste instante."— Buenaventura Durruti
"Já se organizaram em coletivos? Não esperem mais. Ocupem as terras! Organizem-se de forma que não haja chefes nem parasitas entre vocês. Se não o fizerem, é inútil que continuemos avançando. Precisamos criar um mundo novo, diferente do que estamos destruindo."

## Obras sobre Durruti
Buenaventura Durruti é uma das grandes referências do anarquismo espanhol. Existe abundante literatura sobre sua figura, da qual não se pode deixar de considerar a obra de Cesar Visal e Abel Paz, sendo deste último "El Pueblo en Armas" o estudo mais significativo até o momento.

### Livros
- Durruti en la Revolución española. Abel Paz. Madrid, Fundación Anselmo Lorenzo, 1996, con un estudio de J.L. Gutiérrez Molina. ISBN 84-?????-??; ed, La Esfera de los Libros S.L. 2004, prólogo de J.L. Gutiérrez Molina. ISBN 84-9734-197-X
- El corto verano de la anarquía, vida y muerte de Buenaventura Durruti. Hans Magnus Enzensberger. Barcelona, ed. Anagrama, 1998, ISBN 84-339-6706-1
- Durruti en el laberinto. Miguel Amorós, ed. Muturreko Burutazioak, 2006. ISBN 84-?????-??; ed. Pepitas de Calabaza. 19??, ISBN 84-96044-73-4.
- Durruti is Dead, Yet Living. Emma Goldman. 1936.
- El hombre que mató a Durruti. Pedro de Paz, ed. Germanía, 2004. ISBN 84-?????-??
- La muerte de Durruti. Joan Llarch, ed. Plaza & Janés, 1976. ISBN 84-01-44166-8; ed. Aura, Barcelona 1973. ISBN 84-214-0042-8
- Durruti. La furia libertaria. Cesar Vidal, ed. Temas de Hoy, 1996. ISBN 84-7880-693-8
- The Spanish Civil War.  Antonio Beevor. 1982.

### Filmes
- Buenaventura Durruti, anarquista. 1999. Com Albert Boadella e Els Joglars. Romancero de Chicho Ferlosio. Música de Michel Portal. [Ver ficha.]